# 奇斯帕达纳共和国
奇斯帕达纳共和国（義大利語：Repubblica Cispadana），或译波河内共和国，是一个位于意大利北部，于1796年在拿破仑·波拿巴领导的法国军队保护下建立的短命共和国。1798年，并入特兰斯帕达纳共和国，成立奇萨尔皮尼共和国。奇斯帕达纳共和国為首個采用紅白綠三色旗作為國旗的意大利國家。

## 歷史

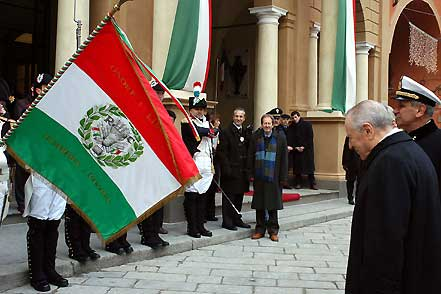
前意大利總統卡洛·阿澤利奧·錢皮在2004年意大利國旗日當天對奇斯帕达纳共和国國旗致意。

1796年10月16日，在末代摩德納公爵埃爾科萊三世·埃斯特逃亡至威尼斯後，来自波河以南的摩德纳、博洛尼亚、费拉拉和雷焦艾米利亚四省的代表在摩德納举行大會。
该大會由拿破仑以半官方身份推動而成，因其所領導的法国军队已於同年較早時席卷意大利北部，亟需穩定當地局勢，以聚集新兵準備新一輪對奥地利帝國的攻勢。
大會宣佈四省將合并组成奇斯帕达纳共和国，邀请其他地方人民加入（特別是仍於教宗国治下的羅馬涅等地），並决定设立由騎獵手和炮兵组成的国卫队。1797年1月7日在雷焦艾米利亞舉行的会议中大會决定成立政府，同时將三色旗定爲国旗。
作爲首個被意大利國家采用的三色旗，該三色旗呈水平方向排列，从上至下依次为红色，白色和绿色，中飾國徽。國徽由一個飾以戰利品的箭筒组成，箭筒中的四支箭象征了组成共和国的四省。國徽周圍飾有橄榄枝。
同年7月9日，奇斯帕达纳共和国与特兰斯帕达纳共和国合并，成立奇萨尔皮尼共和国。